# ليبور

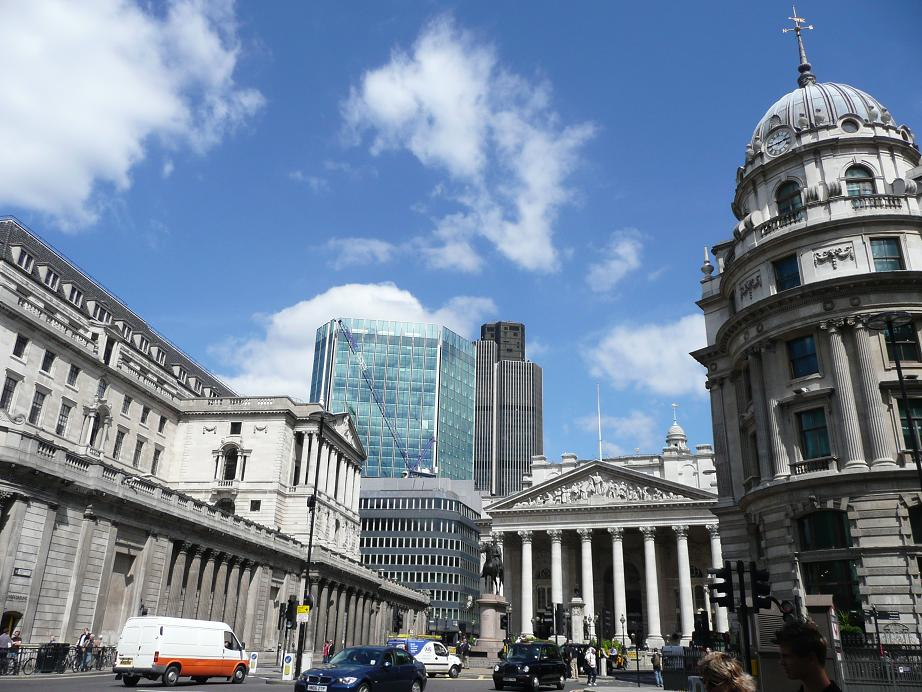
حصلت الليبور على اسمها من مدينة لندن

ليبور هو مصطلح يطلق على سعر الفائدة بين البنوك في لندن، وهو متوسط سعر الفائدة المحسوب من التقديرات المقدمة من البنوك الرائدة في لندن.

## نبذة
يقدّر كل بنك المبلغ الذي سيتم تحصيله في حالة الاقتراض من البنوك الأخرى. عادةً ما يتم اختصار متوسط السعر الناتج إلى (ليبور - LIBOR). كانت تُعرف سابقًا باسم رابطة المصرفيين البريطانيين قبل نقل مسؤولية الإدارة إلى إنتركونتيننتال للصرافة. وهو المعيار الأساسي، جنبًا إلى جنب مع معدل الفائدة باليورو (Euribor)، لأسعار الفائدة قصيرة الأجل حول العالم. سيتم التخلص التدريجي من الليبور في نهاية عام 2021، ويتم تشجيع المشاركين في السوق على الانتقال إلى معدلات أخرى خالية من المخاطر.

## الآلية
يتم احتساب أسعار الليبور لخمس عملات وسبع فترات اقتراض تتراوح بين ليلة وضحاها إلى عام واحد ويتم نشرها كل يوم عمل بواسطة تومسون رويترز. تحدد العديد من المؤسسات المالية ومقرضي الرهن العقاري ووكالات بطاقات الائتمان أسعارها الخاصة بها. ما لا يقل عن 350 تريليون دولار من المشتقات والمنتجات المالية الأخرى مرتبطة بالليبور.

## الإحتيال
في يونيو 2012، كشفت تسويات جنائية متعددة من قبل بنك باركليز عن احتيال وتواطؤ كبير من قبل البنوك الأعضاء المرتبطة بتقديم الأسعار، مما أدى إلى فضيحة الليبور. قالت جمعية المصرفيين البريطانيين في 25 سبتمبر 2012 إنها ستنقل الإشراف على الليبور إلى المنظمين في المملكة المتحدة، على النحو الذي اقترحه المدير الإداري لهيئة الخدمات المالية مارتن ويتلي توصيات المراجعة المستقلة.
أوصت مراجعة ويتلي أن البنوك التي تقدم الأسعار بالليبور يجب أن تستند إلى معاملات سوق الودائع الفعلية بين البنوك وتحتفظ بسجلات لتلك المعاملات، وأن يتم نشر تقارير الليبور الخاصة بالبنوك الفردية بعد ثلاثة أشهر، وأوصت بعقوبات جنائية خاصة للتلاعب في أسعار الفائدة المتغيرة. قد يواجه عملاء المؤسسات المالية تكاليف اقتراض وتحوط أعلى وأكثر تقلباً بعد تنفيذ الإصلاحات الموصى بها. وافقت حكومة المملكة المتحدة على قبول جميع توصيات مراجعة ويتلي والضغط من أجل تشريع لتطبيقها.
دخلت إصلاحات مهمة، بما يتماشى مع مراجعة ويتلي، حيز التنفيذ في عام 2013 وتولى مسؤول جديد المسؤولية في أوائل عام 2014. تنظم الحكومة البريطانية الليبور من خلال قوانين جنائية وتنظيمية يقرها البرلمان. على وجه الخصوص، يضع قانون الخدمات المالية لعام 2012 الليبور تحت الإشراف التنظيمي للمملكة المتحدة وينص على جريمة جنائية للإدلاء ببيانات خاطئة أو مضللة عن قصد أو عن عمد فيما يتعلق بوضع المعايير.

## روابط خارجية
- 1 year LIBOR rate at MoneyCafe.com with historical data and graph
- The Wheatley Review of LIBOR: Final Report
- فاينانشال تايمز: article list